# Гор

Гор у подобі яструба

Гор, або Хо́рус (лат. Horus, дав.-гр. Ώρος) — давньоєгипетський язичницький бог, який уособлював ранкове сонце та слугував одним із символів влади фараона у вигляді символічного зображення сокола чи яструба.

## Численність Горів
Іменем Гор (дослівно «висота», «небо») у єгиптян називалися два різних бога. Перший — син Ісіди і Осіріса. Другий — бог ранкового сонця. Бог сонця при цьому відрізнявся додатковими іменами. З часом обидва об'єдналися у віруваннях єгиптян у єдиного бога. Проте поступово він розділився на більше божеств, які уявлялися різними формами того самого Гора, залежно від виконуваних функцій:
- Гер-Ур (Гор Старший), грецькою Ароеріс — син богині Хатхор і бога Осіріса, бог ранкового сонця, іноді вважався формою Ра. Особливо шанувався в Летополі. В Ком-Омбо (Верхній Єгипет) йому був присвячений великий храм. Зображався у вигляді людини з головою яструба або просто як яструб. У пізніші часи називався Гер-Ур-Шу та уявлявся сином бога Ра.
- Гер-Мер-Ті (Гор двоокий) — бог-покровитель Шеденну, міста в Нижньому Єгипті в номі Фарбетус. У більш пізні часи його ототожнювали в Панополі з Міном, родючою силою природи. Двооким звався за владу на Сонцем і Місяцем, але врешті став богом тільки Місяця.
- Гер-Кхент-Ан-Ма (Гор — Владика незрячих) — сліпий бог міста Летополіс, який символізував сонячне затемнення. Серед його священних тварин була землерийка, яка, згідно з Плутархом, отримувала в Єгипті божественні почесті за свою сліпоту, а також тому, що темрява давніша за світло.
- Гер-Ем-Кху-Ті (Гор на двох обріях), Гармакіс у греків — бог Сходу і Заходу, світанку і заходу сонця. Іноді його називали просто Гер-Ем-Кху — Гором на одному обрії, тобто богом світанку. Його часто ототожнювали з богом Ра, і тоді іменували Великим богом, Владикою Небес — Ра Гармакісом. У цій іпостасі він вважався богом Геліополя і час від часу носив додаткове ім'я Тум; Іу-Саас вважалася його дружиною. Також шанувався в місті Танісі, розташованому в східній частині дельти Нілу. Великий Сфінкс у Гізі був присвячений Гер-Ем-Кху-Ті.
- Гер-Нуб (Золотий Гор) — бог світанкового сонця. З давніх часів фараони часто використовували титул Золотий Гор, асоціюючи себе з сонцем.
- Гер-Хекен — божество з головою яструба, відоме в Дендері як чоловік богині Баст.
- Гер-Бехудті чи Гер-Дема — назва Гора в текстах про його службу в охороні сонячної барки Ра.
- Гер-Ка (Гор-Бик) — планета Сатурн; Гер-Дешер (Червоний Гор) — планета Марс, Гер-Ап-Шета (Гор, що відкриває таємне) — планета Юпітер. Ці три планети вважалися породженими Сонцем і шанувалися як окремі божества.
- Гер-т — жіноча форма, що є богинею чисто граматичного походження. Під цим ім'ям в Себеннітосі поклонялися богині Хатхор, де вона вважалася дочкою Ра і матір'ю Акера, а пізніше її у вигляді левиці ототожнювали з Тефнут, а також з Нефтидою.

## Гор у міфах
Ісіда зачала Гора від мертвого Осіріса, підступно вбитого богом пустелі Сетом, його братом і дядьком Гора. Сплівши човен з очерету, Ісіда сховалася в болотистій дельти Нілу, де народила і виховала сина. Зміцнівши, Гор став улюбленцем людей і вирішив стати правителем Єгипту, відібравши трон у Сета. Гор вирушив на пошуки вбивці батька, піднявся вгору Нілом та знайшов Сета. Боги зійшлися в бою, що тривав десять днів, але ні той, ні той не могли пересилити противника. Щойно Сет трохи пересилював, Ісіда давала Гору сили; Коли ж пересилював Гор, Сета підтримували його демони. Однак бог пустелі зумів кинути гострий камінь Гору в око, і, коли той похитнувся, вирвав око. Після цього Сет розрубав противника на шістдесят чотири шматка. Бог Тот зростив шматки, Гор підвівся і вирушив продовжити бій. Цього разу він здолав Сета і зв'язав. За іншою версією, Гор не програв першу битву, а поранив дядька і знерухомив путами.
Взявши зв'язаного Сета, Гор вирушив зі своїм вирваним оком до тіла Осіріса. Він зняв з тіла сандалій та поклав його на голову переможеного ворога, що було знаком насталої влади над Сетом. Після цього Гор вклав око батькові до рота і той воскрес.
Осіріс віддав трон Єгипту синові, а сам оселився в потойбічному світі, щоб судити мертвих за їх вчинки, скоєні за життя. Проте Сет не покинув зазіхань на трон і оскаржив перед всіма богами право Гора бути фараоном. Дев'ятеро головних богів, а серед них Ра, Тот, Шу і Тефнут, зібралися розсудити суперечку. Всі боги постановили бути фараоном Гору, тільки Ра заперечив — Гор ще надто юний, а його батько досі живий. Тому за законом, трон слід віддати Сету як найближчому дорослому родичу Осіріса. До того ж Сет щодня догоджає Ра, знищуючи його ворогів, як не здатен ніхто інший. В суперечці суд вирішив влаштувати між Гором і Сетом змагання. Сет боявся, що Ісіда допомагатиме сину, тому їй було заборонено знаходитися поруч. Та богиня перетворилася на стару і в такій подобі підкупила золотом перевізника Анті, сказавши, що прямує допомогти синові, який хоче повернути своє викрадене стадо. Перетворившись після цього на прекрасну дівчину, вона постала перед Сетом. Ісіда назвалася донькою пастуха, котрого вбив його брат, а його сина прогнав і худобу забрав собі. Сет назвав це обурливим і що злодія слід побити, вигнати, а стадо віддати синові. Перетворившись на яструбицю, Ісіда злетіла в небо і оголосила, що Сет цим сам призначив собі покарання і віддав трон Гору. Розгніваний бог пустелі пішов скаржитися Ра. Бог сонця відповів, що Сет сам винний, що не здогадався, хто був перед ним. Але перевізника Анті Ра наказав побити. Той прокляв золото, на яке спокусився, тому там, де поклоняються Анті, у єгиптян було заборонено тримати цей метал.
Сет тоді вирушив прямо до Гора і запропонував все ж провести змагання. Обернувшись на гіпопотамів, боги мали протриматися три місяці під водою. Хто перший випливе — втратить право на трон. Сет не витерпів першим, але слідом виринув Гор, знесилений змаганням. Його дядько, скориставшись цим, вирвав у Гора очі й закопав їх. Очі проросли квітами лотоса, а Сет повернувся до Ра і повідомив, що Гор програв і тепер, осоромлений, переховується. Однак Хатхор, спіймавши лань і подоївши її, влила молоко в очі Гора, завдяки цьому зір повернувся. Коли злочин викрився, Сет зажадав другого змагання.
Боги домовилися побудувати камінні кораблі та наввипередки поплисти. Гор дозволив це, але наказав, щоб змагання було остаточним. Сет видовбав корабель з цілого каменя, Гор же зробив його з дерева і покрив гіпсом. Отож, його корабель тримався на воді, а сетів потонув. Після цього Сет спробував напасти на Гора, перетворившись на гіпопотама, але той вразив його мідним гарпуном. Ра оголосив фараоном переможця Гора. Сета ж він взяв до себе на службу створювати громи і захищати його сонячну барку в подорожах по небу.
Гор бажав убити Сета, але Ісіда заперечила, адже Сет був її братом. Розгніваний цим Гор зірвав з голови матері її вінець. Тот почепив замість вінця коров'ячі роги, тому відтоді Ісіду стали зображати саме такою. Гор став правити Єгиптом, а після багатьох років, як колись і Ра, піднявся на небо, де став охороняти його сонячну барку.

## У масовій культурі
Воскресіння Гора є стрижнем сюжету коміксу і однойменного мультсеріалу «Папірус». Цей бог також є одним з головних героїв фільмів «Безсмертні: війна світів» і «Боги Єгипту».

## Галерея

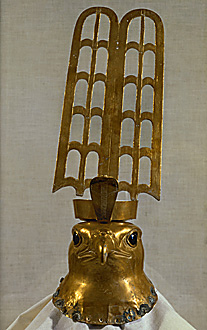
Гор в образі яструба як покровитель міста Ієраконполіс, давньої столиці Нижнього Єгипту. Мідна фігура з обсидіановими очима часів Шостої династії
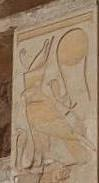
Гор як сокіл в подвійній короні зі змією уаджит
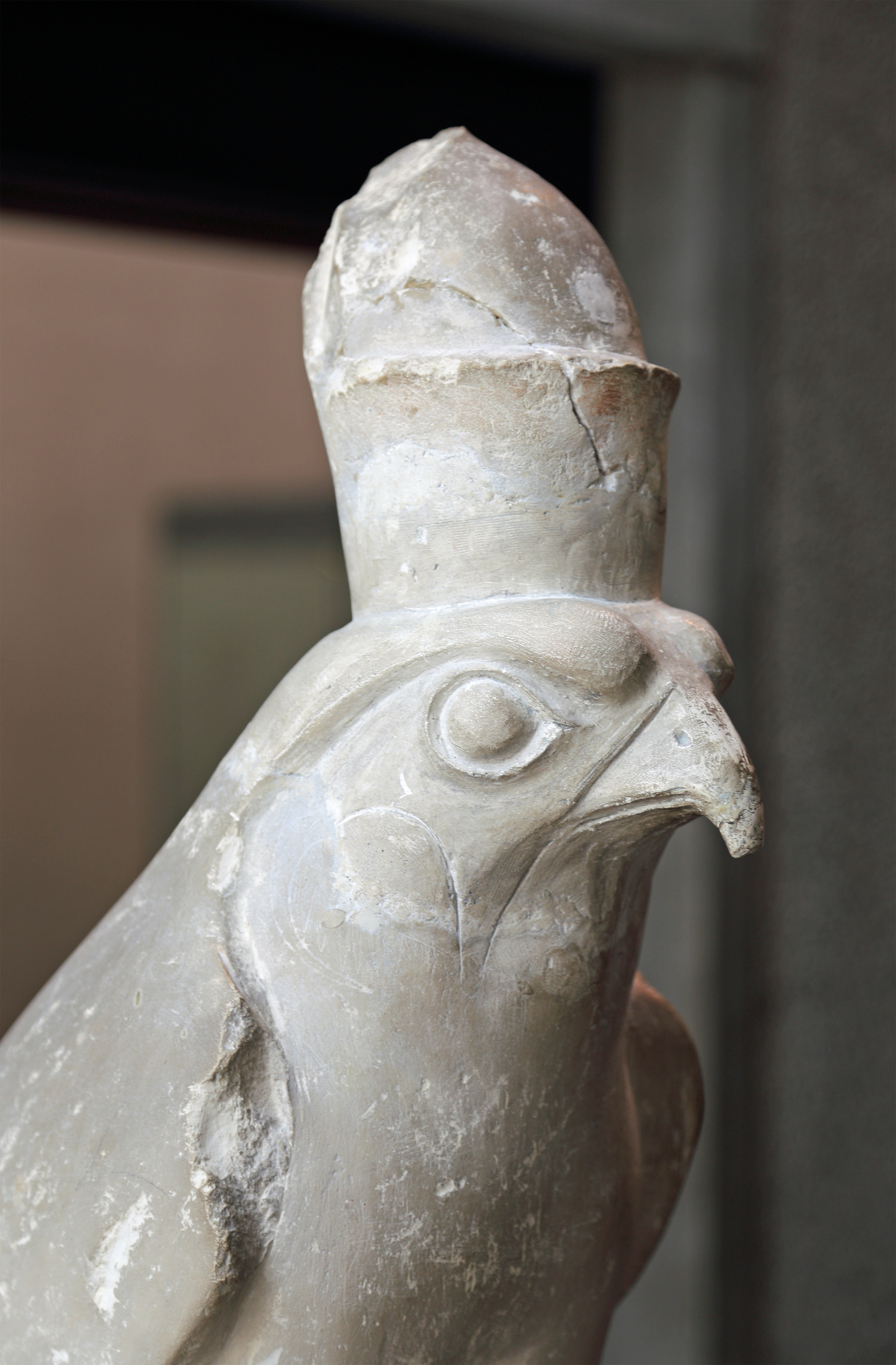
Статуя Гора часів Аменхотепа II, 1400 до н. е.
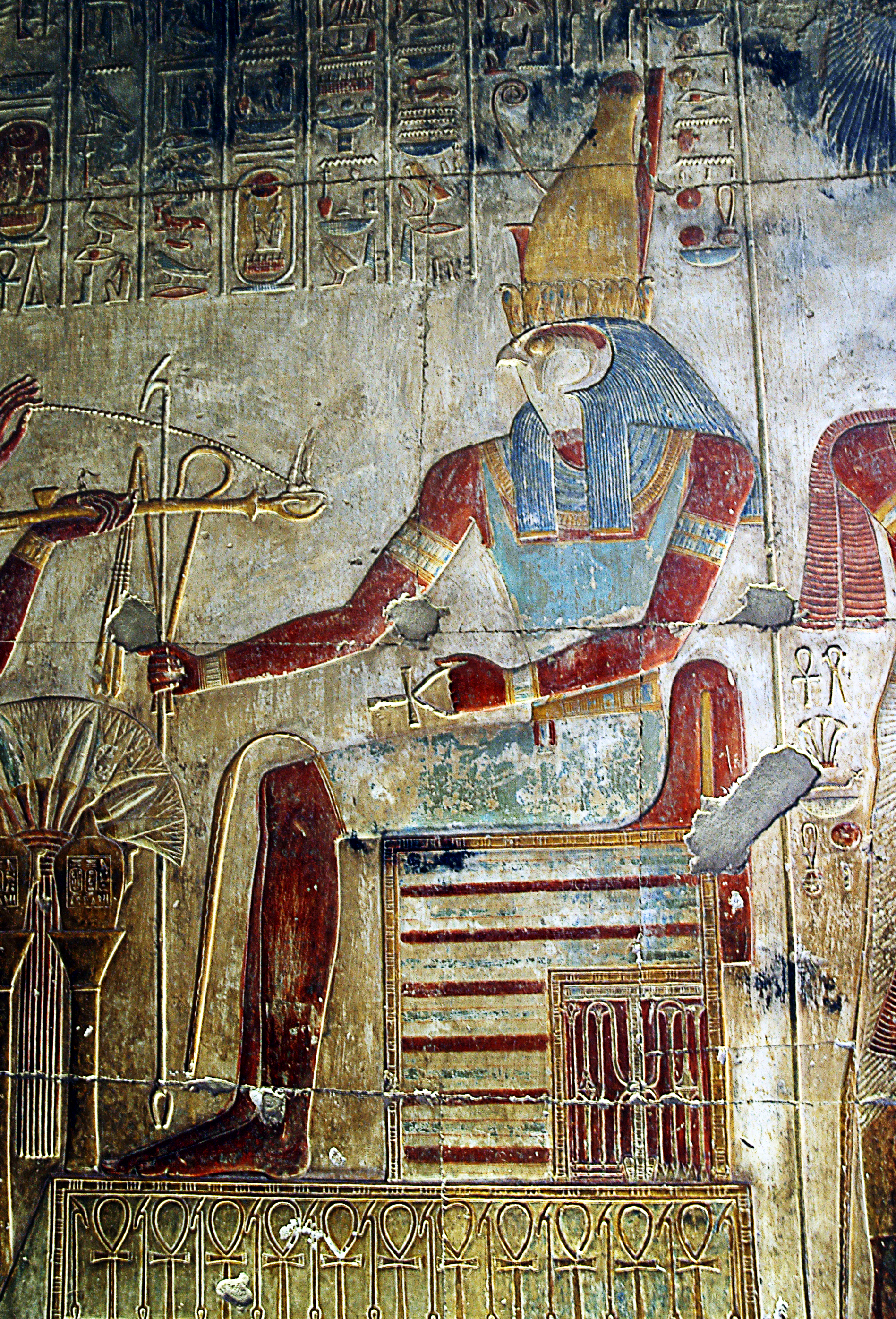
Рельєф Гора у храмі Сеті I в Абідосі
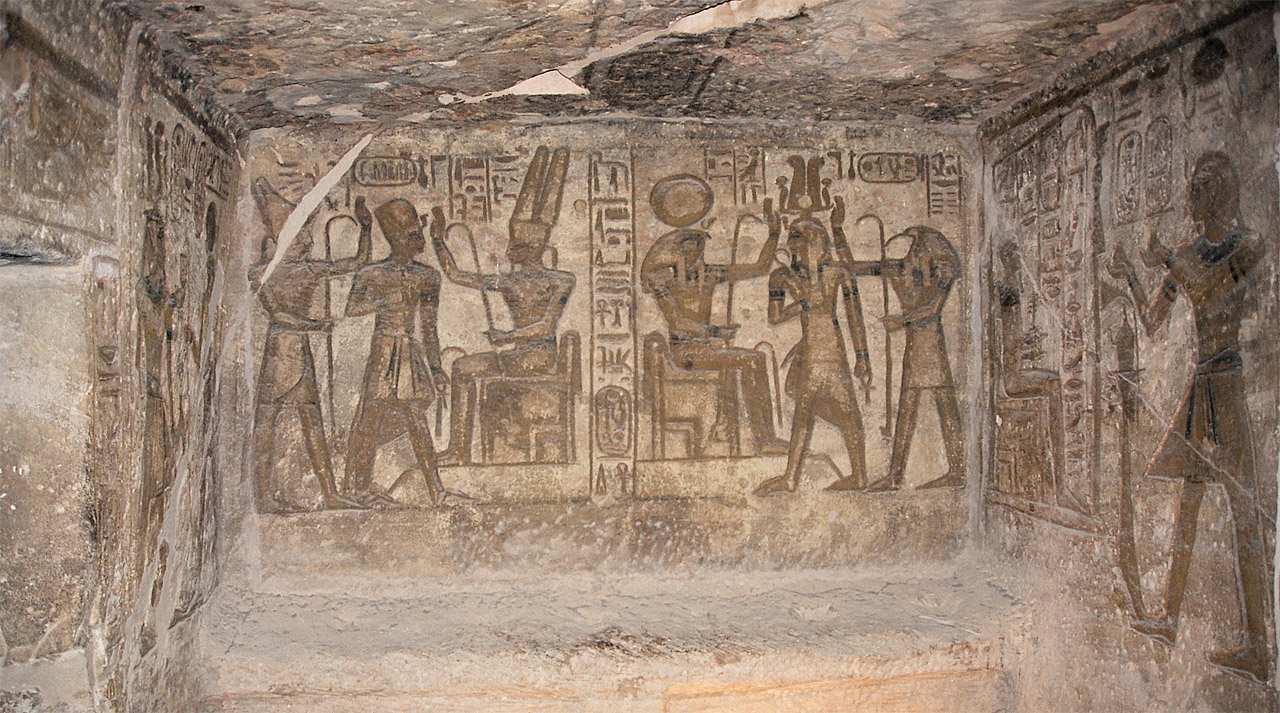
Храм Абу Сімбел
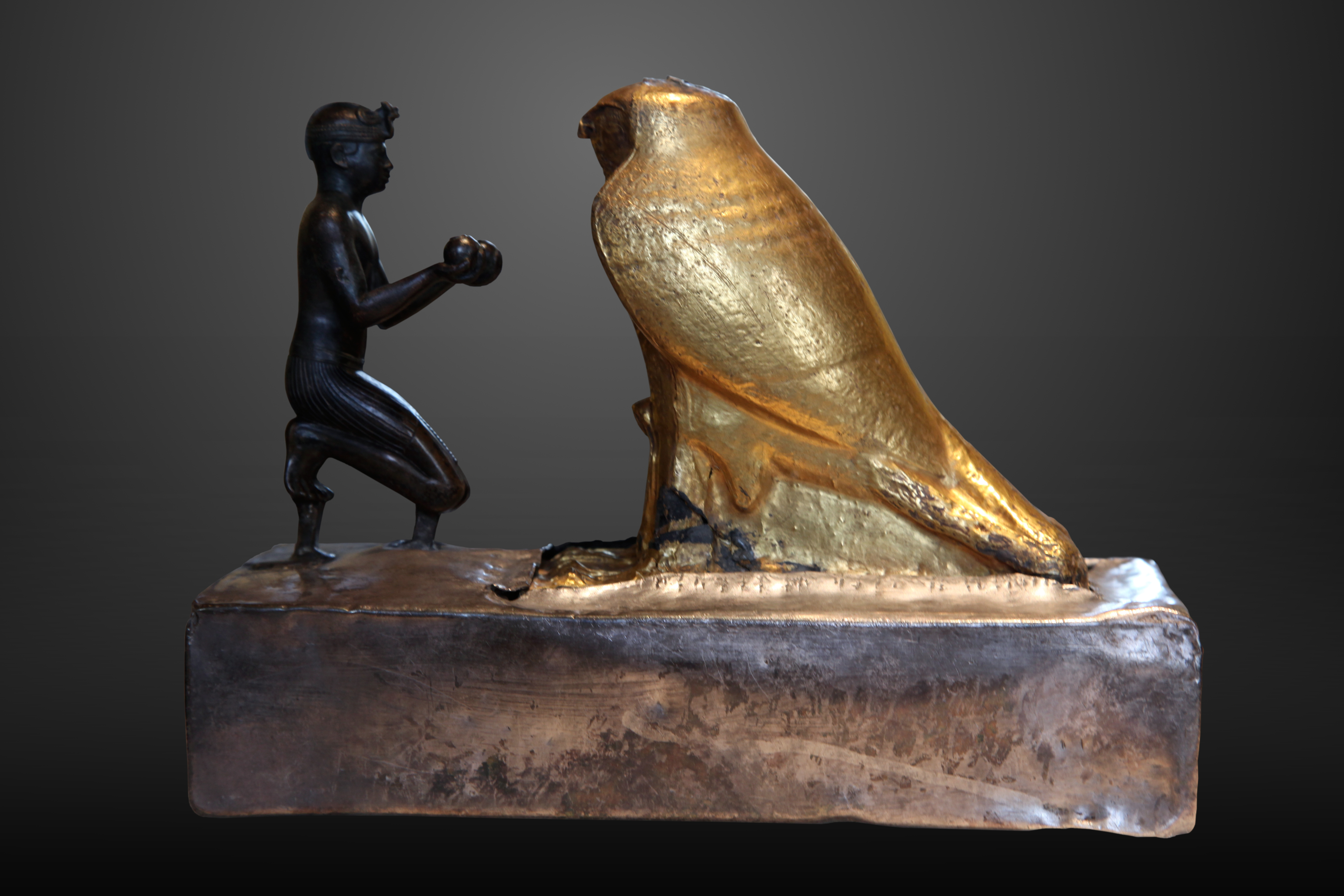
Позолочена скульптура Гора, Лувр
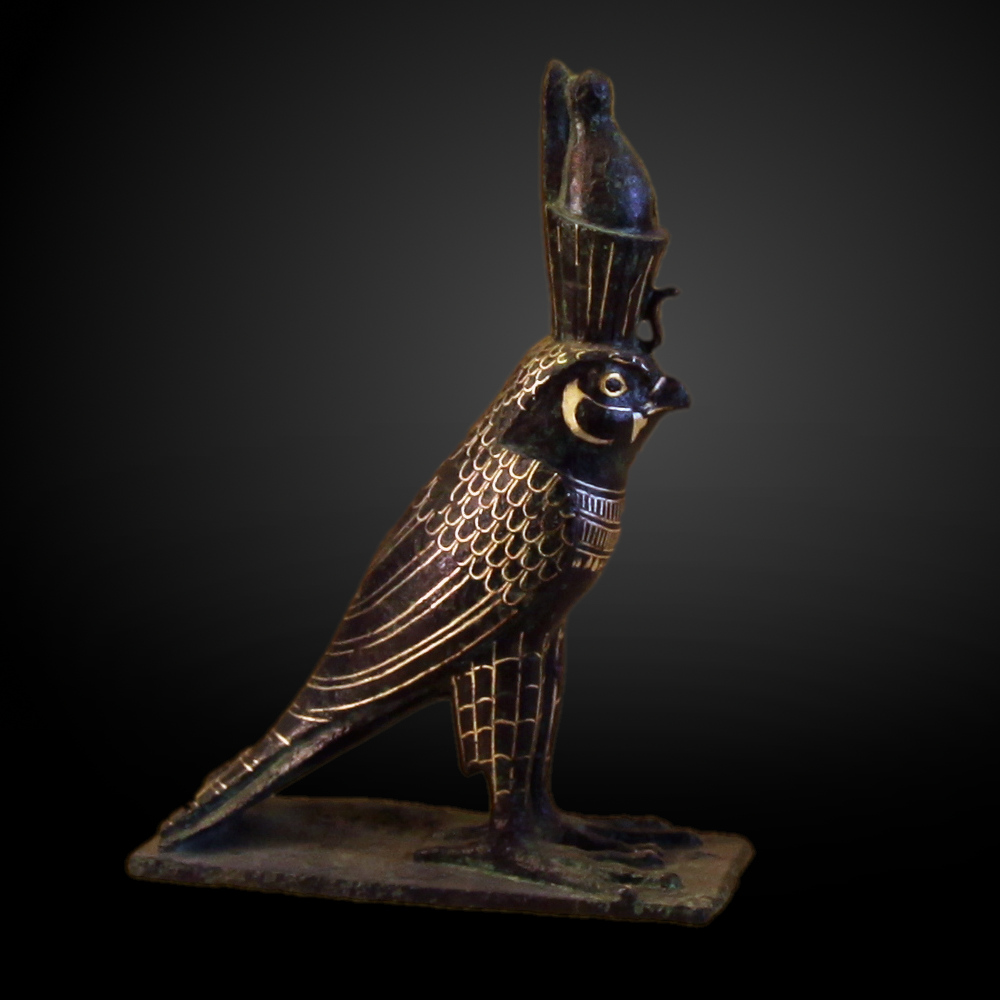
Скульптура Гора, Лувр
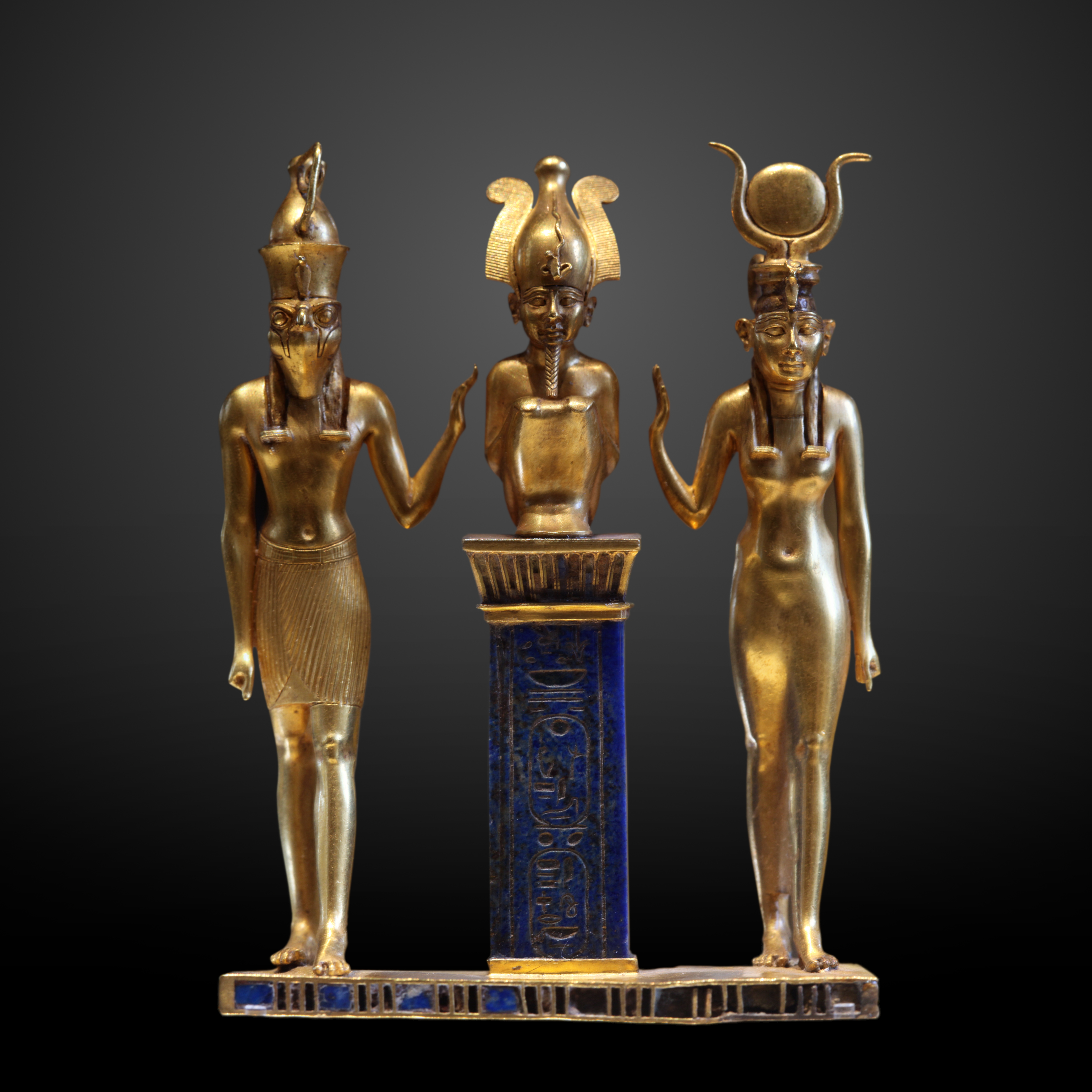
Гор, Осіріс та Ісіда — скульптура в Луврі
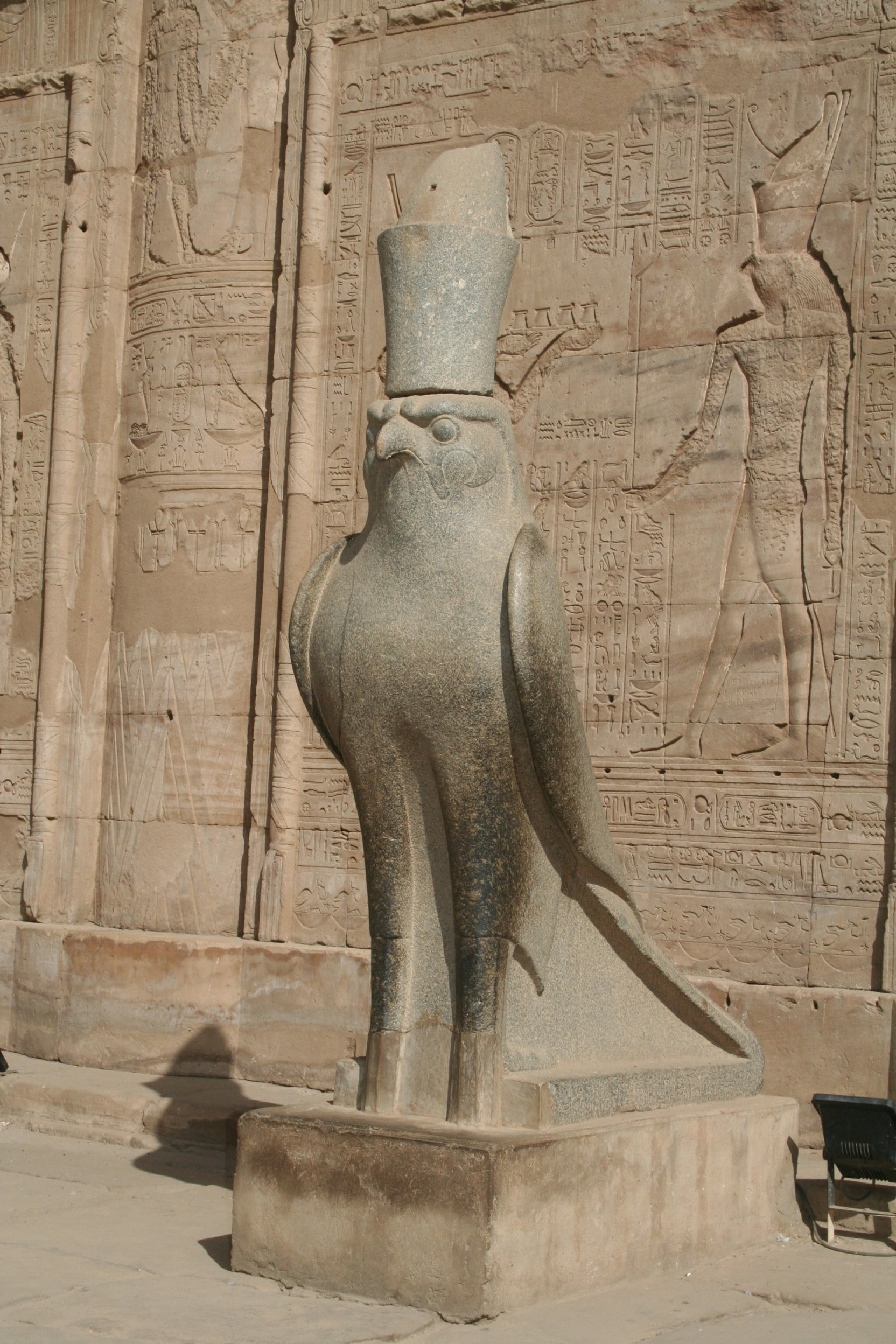
Гор Бехдетський
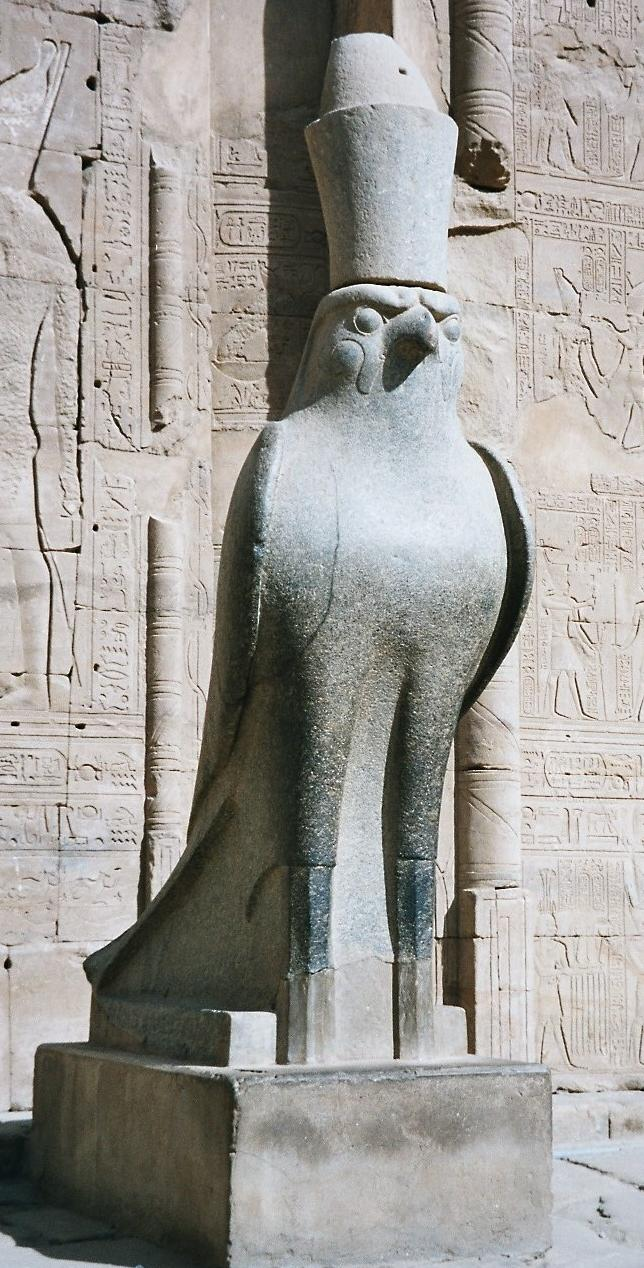
Гор Бехдетський
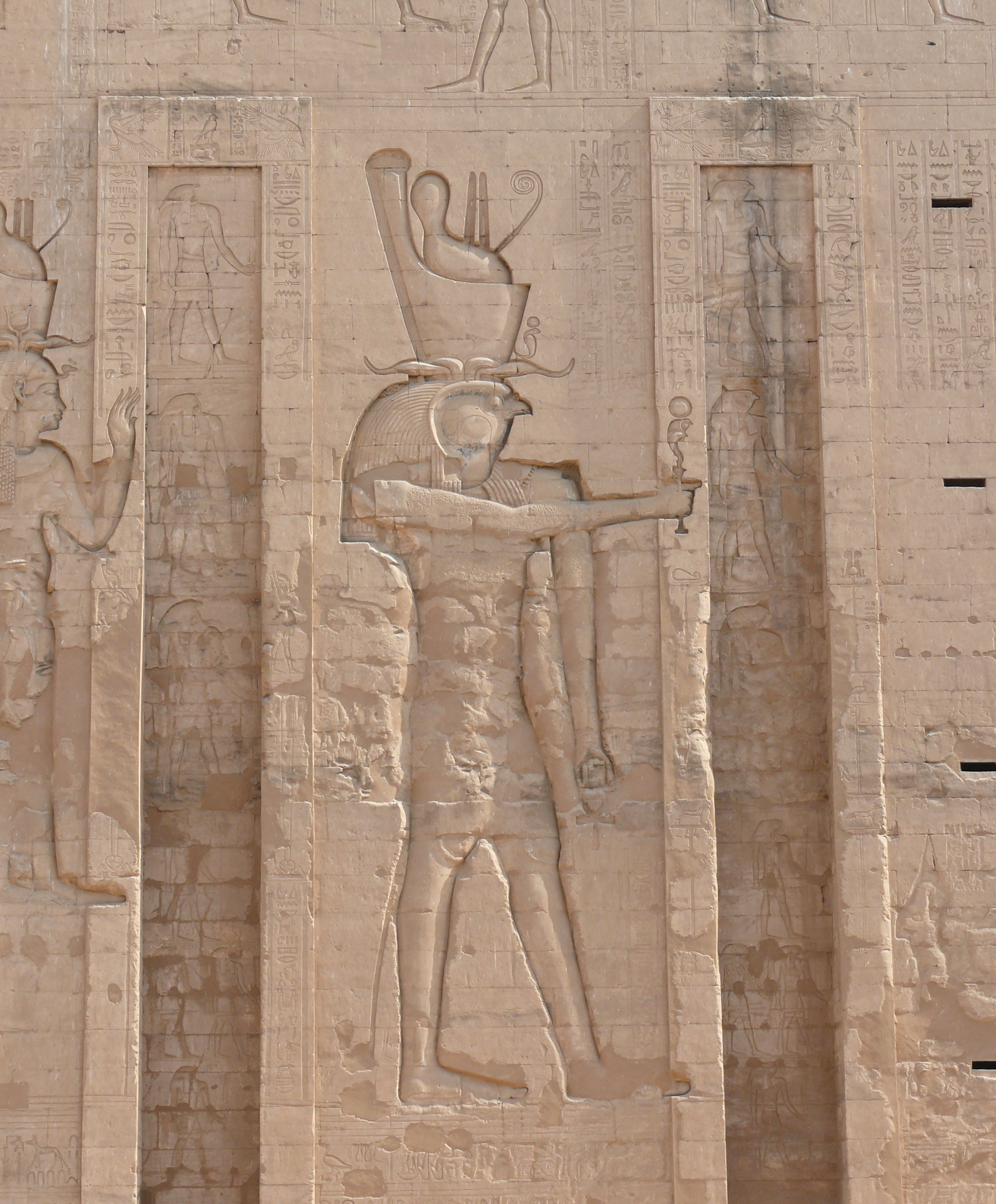
Рельєф Гора у храмі в Едфу
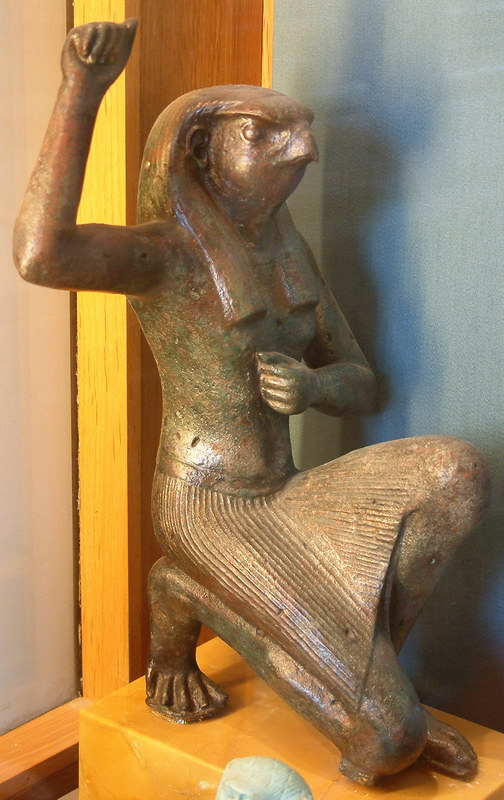
Статуя Гора, Лувр
Гор, зображений соколом
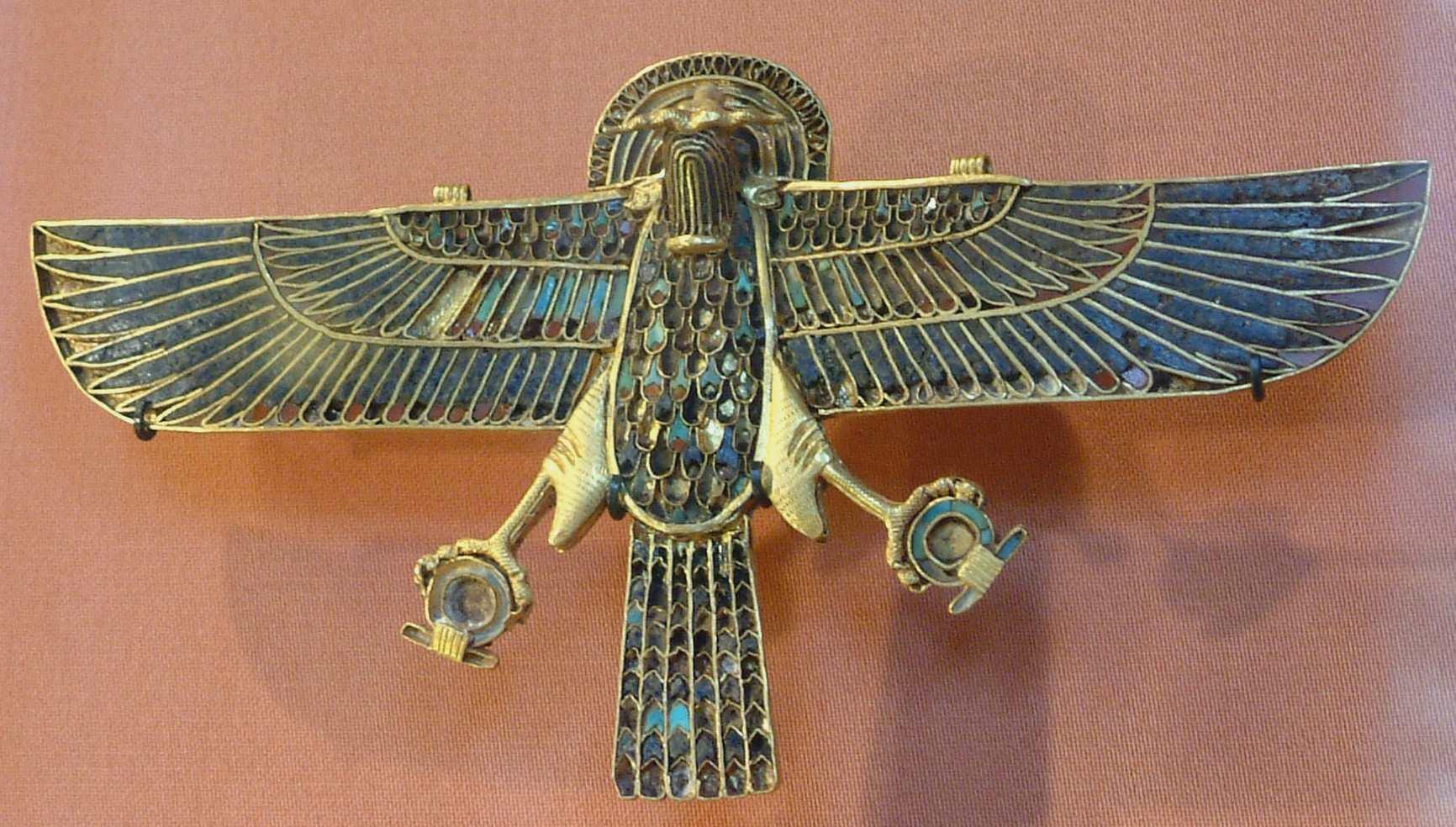
Гор, Лувр
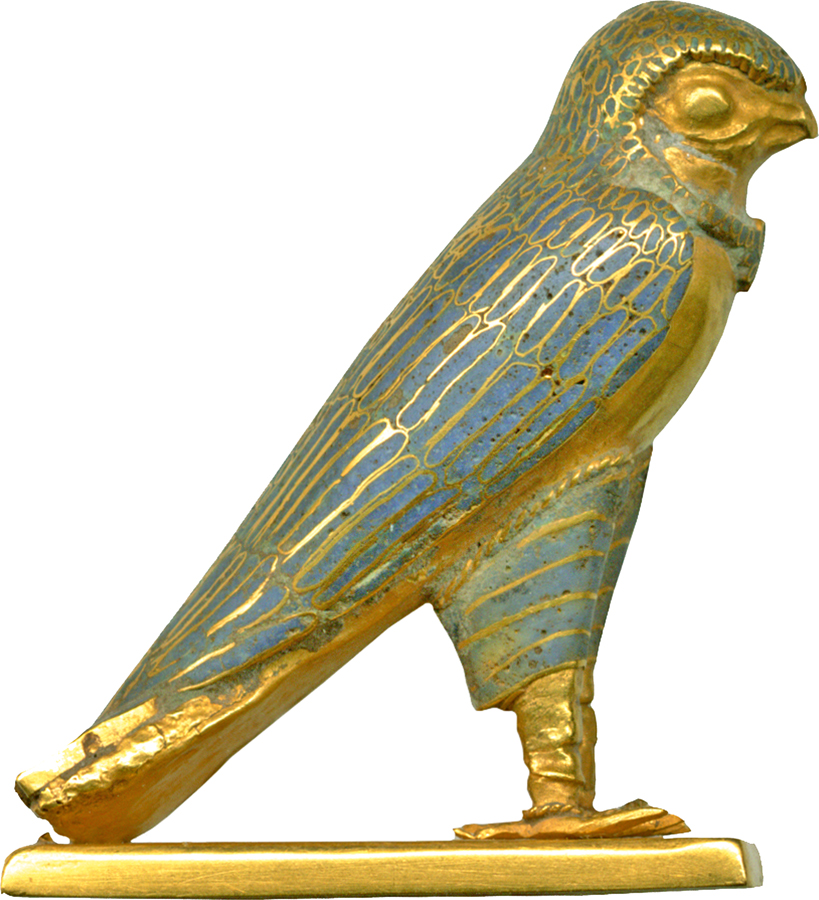
Фігура Гора-сокола, між 300—250 до н. е. (Греко-римський стиль)
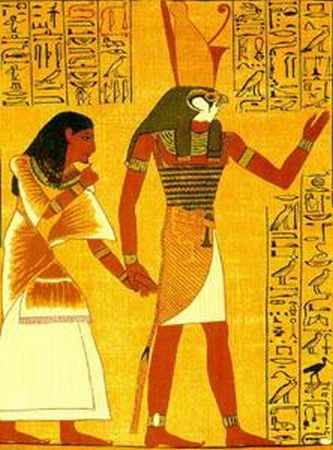
Гор
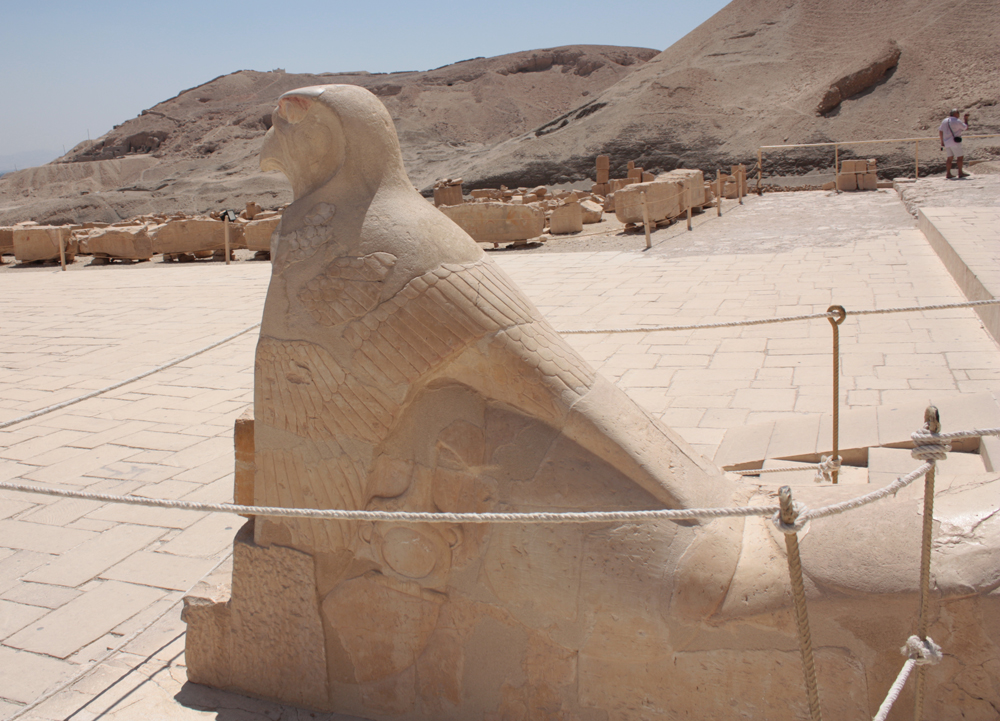
Статуя Гора у храмі Хатшепсут
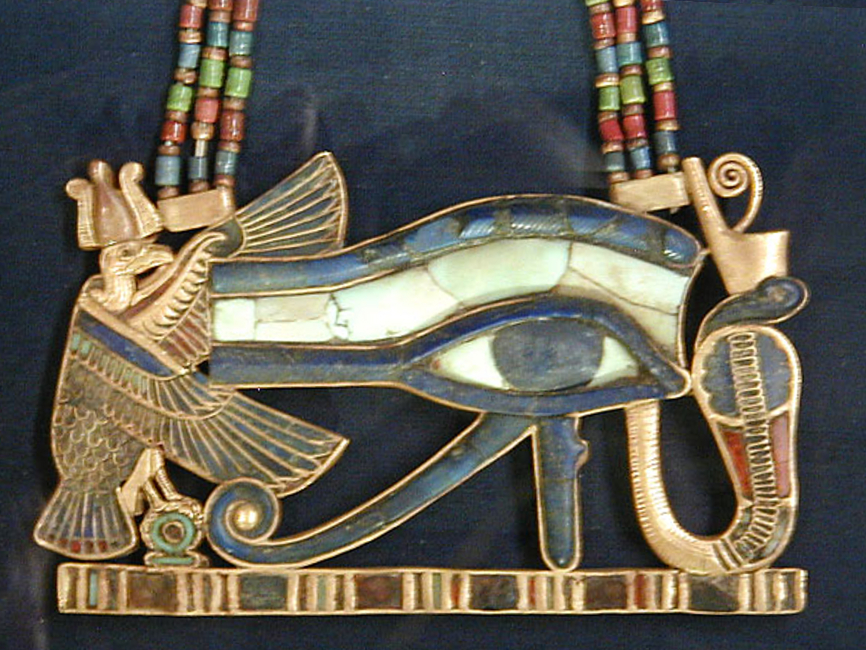
Око Гора
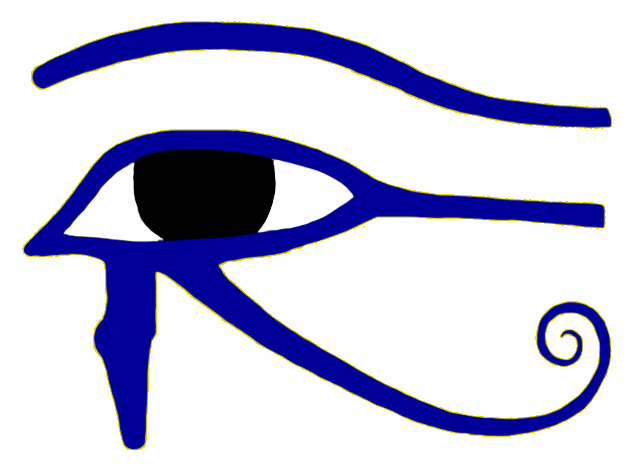
Око Гора
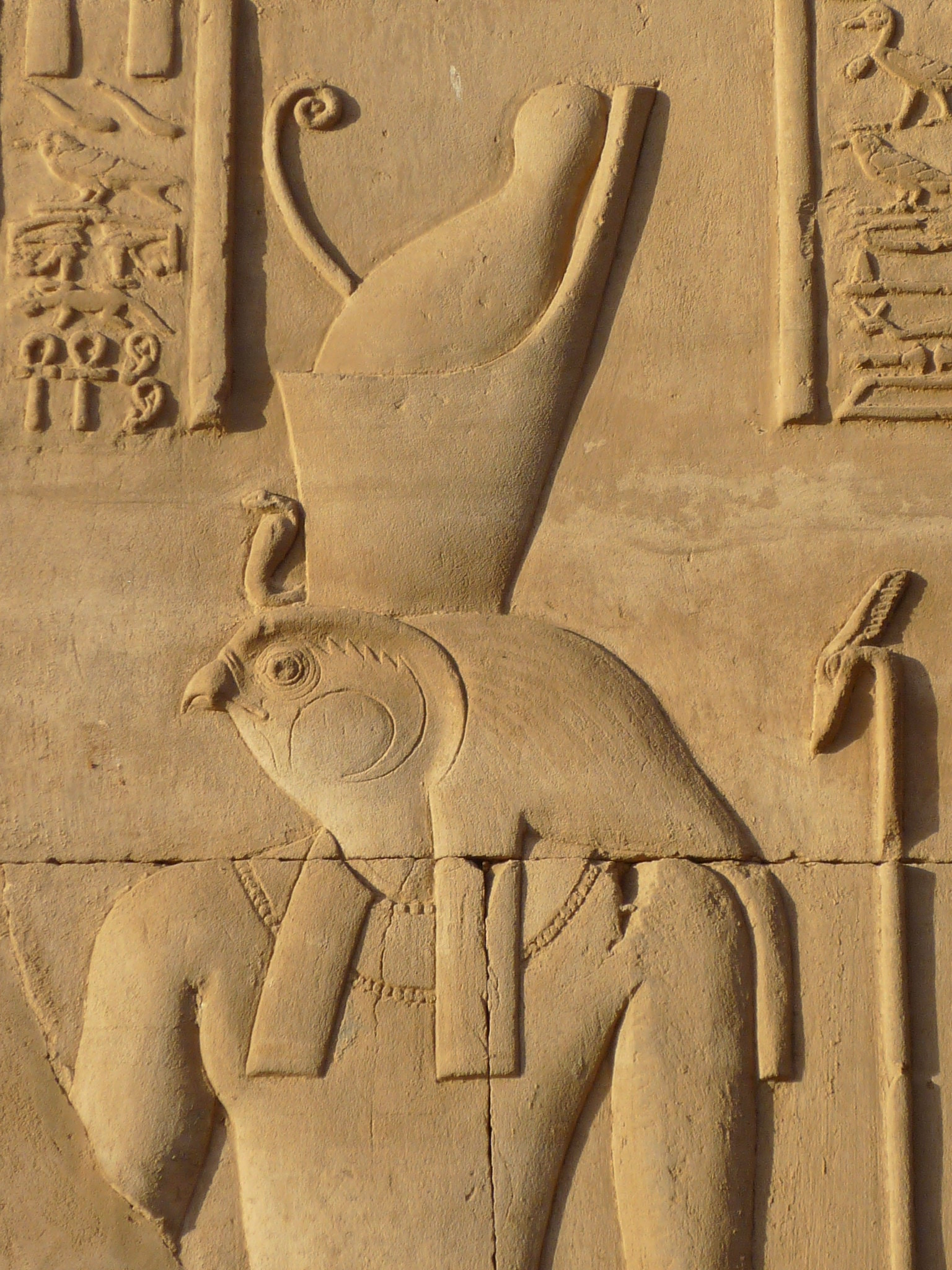
Рельєф у Ком-Омбо
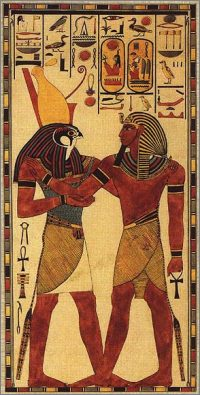
Гор і Сет
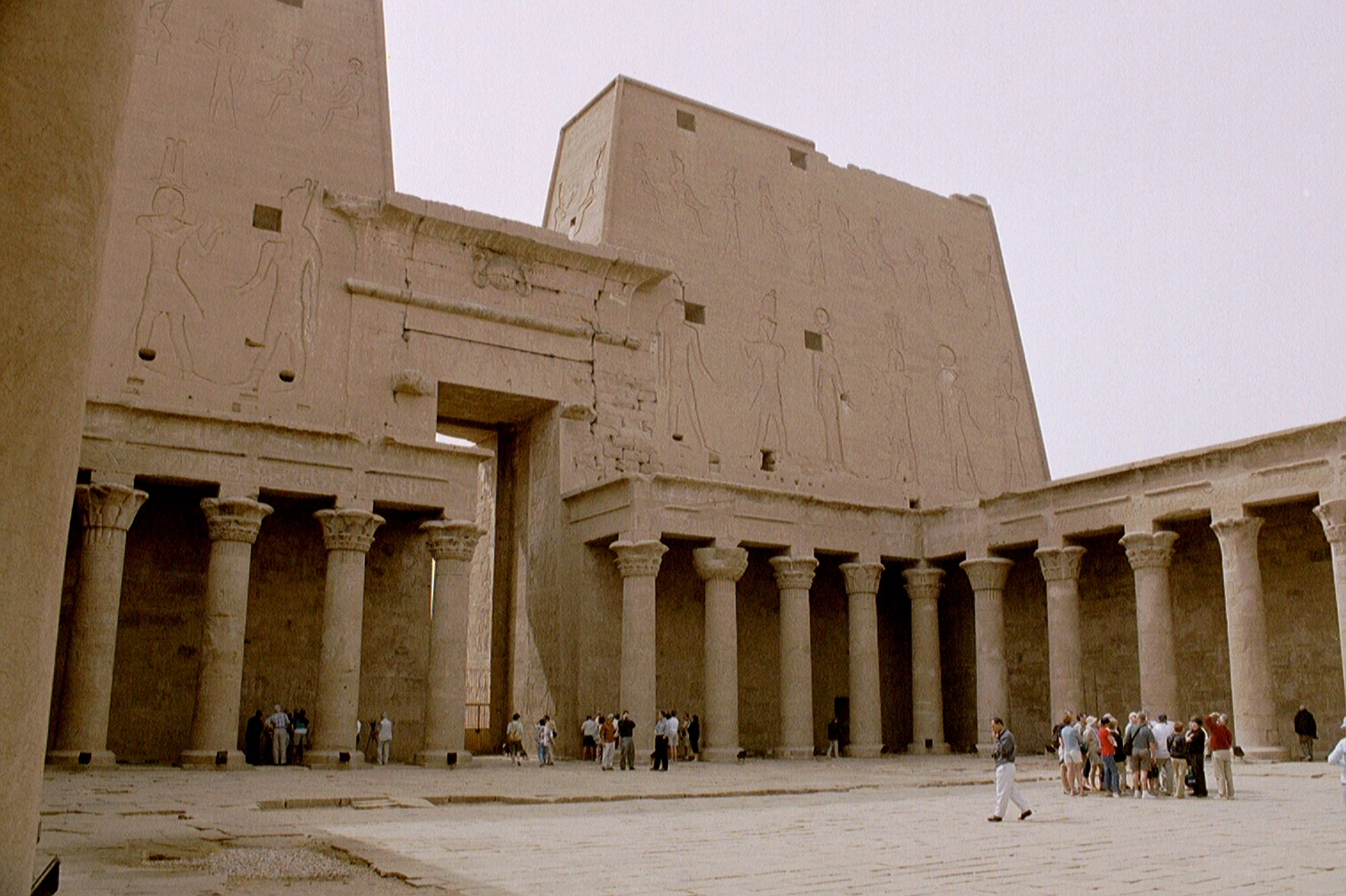
Храм Гора в Едфу
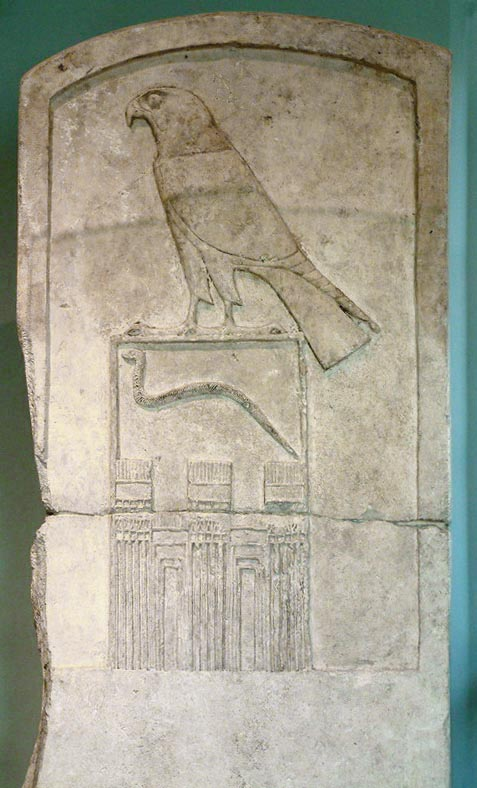
Стела з Гором